# SethBling
Seth Bling é um speedrunner e programador americano. Em 2015, ele conquistou o recorde mundial de Super Mario World, arriando o tempo recorde para 3 minutos e 7,2 segundos. Em 2017, ele criou um interpretador de BASIC usando as ferramentais de programação nativas do jogo eletrônico Minecraft, sendo este um dos projetos mais complexos realizados com as ferramentas primitivas do jogo. Ele é o criador de Maril/AI, uma rede neural treinada para jogar Super Mario World.
Bling também criou um algorítmo de machine learning de Super Mario Kart, um cartucho de NES com modificações, e uma versão 2D de Minecraft dentro do próprio jogo Minecraft, além de um navegador executável dentro do jogo.

## Carreira
Em 2015, ele utilizou uma inserção arbitrária de código no jogo Super Mario Bros para concluir a categoria "0 exit", na qual sair de qualquer level é proibido, do Super Mario Bros, em seis minutos. O recorde mundial da categoria foi então superado pelo speedrunner brasileiro Furious, que terminou o jogo em 41,022 segundos usando a técnica de Bling, deixando o americano em segundo lugar.
Em 2016, usou múltiplos controles em uma técnica de execução arbitrária de códigos para ultrapassar o recorde de Furious (cujo recorde foi 1 minuto e 13,32 segundos), tornando-se o primeiro speedrunner a conseguir um recorde abaixo de 1 minuto do jogo (54,56 segundos).
No mesmo ano, Bling criou um emulador de Atari 2600 usando as ferramentas nativas de programação de Minecraft. Além do emulador, ele reproduziu as sequências binárias dos três cartuchos Space Invaders, Pac-Man e Donkey Kong do console. A baixa perfomance do emulador e a falta de interface para controladores, porém, impossibilitaram que os jogos fossem jogados de fato. Em outro projeto, ele injetou códigos manualmente na memória de Super Mario World para fazer o protagonista do jogo voar como o pássaro do videogame Flappy Bird.